# Global Agenda
Global Agenda es un videojuego cooperativo en línea creado por Hi-Rez Studio desarrollado utilizando Unreal Engine 3. El juego se lanzó el 1 de febrero de 2010. Su desarrollo comenzó en el 2005.
En octubre del 2012 se anunció una secuela que fue llamada provisionalmente global agenda 2, en la cual estarían presentes muchos elementos de Global Agenda, como mapas, mecánicas, armas, habilidades, modos de juego, etc. La secuela posteriormente pasó a convertirse en una nueva franquicia y el juego pasó a llamarse Paladins.
Los servidores del videojuego fueron cerrados en 2018 y se reabrieron en 2022.

## Sinopsis
Global Agenda mezcla un ambiente de ciencia ficción con un telón de fondo agente secreto, lo que lleva a los desarrolladores para referirse al género de juego como spy-fi (ficción espía).
El juego está ambientado en la Tierra del siglo 22 a raíz del severo desastre global. Un Orweliano régimen llamado Commonwealth (Estado libre) gobierna con tiranía la Tierra usando un ejército de androides con inteligencia artificial. La población de la Tierra es menor de mil millones de personas y sufren una escasez de terrenos habitables. La avanzada tecnología permite a las regiones limitadas de la Tierra ser un entorno limpio y habitable. Conforme los terrenos están disponibles hay una intensa competencia por colonizar la zona y controlar la tecnología de esa región. Esta competencia establece el escenario de gran parte de la campaña del juego.
El desarrollador ha publicado varias obras de ficción para establecer la historia de fondo, así como un cronograma de lo que ocurrió en el universo de la Agenda Global antes de que empiece el juego: Pre-Commonwealth y Post-Commonwealth.
El juego tiene visión de cámara en tercera persona, aunque algunas armas de alcance permiten una vista en primera persona con la acción del ratón. Los personajes tienen mochilas propulsoras, así como varios tipos de armas, incluidas las de cuerpo a cuerpo.
El juego cuenta con cuatro clases: Asalto, Reconocimiento, Médico), y Robóticos. Todas las clases tienen árboles habilidades personalizables y sus propias armas.

## Información de suscripción
El precio de la versión norteamericana de Global Agenda fue anunciado el 20 de octubre de 2009. El modelo de fijación de precios se dice que reflejan el posicionamiento de los juegos como un híbrido entre un multijugador, un shooter y un mundo a gran escala de acción en línea multijugador. En los precios estaba previsto inicialmente para incluir el paquete opcional de suscripción "Global Agenda: Conquest". 
El 25 de junio de 2010, Global Agenda anunció que iba por suscripción gratuita y todo el contenido que antes requería una cuota de suscripción mensual está ahora disponible para todos los jugadores que simplemente han adquirido el juego. Las cuentas de prueba todavía no reciben estos beneficios. Las cuentas de prueba de Global Agenda son para una cantidad ilimitada de tiempo, pero solo puede avanzar a un nivel limitado.
El 7 de abril de 2011 Hi-Rez Estudios dijo que la actualización próxima traería modelo suscripción gratuita a jugar (Free-to-Play).

## Expansión:Sandstorm
En el verano de 2010, Hi-Rez lanzado una expansión de Global Agenda titulada Sandstorm para añadir nuevo contenido a Global Agenda. Sandstorm fue lanzado en dos fases principales: la Fase uno (1.3) incluye cambios en las armas y armaduras, descenso del botín y un revisado sistema de crafteo. y la Fase dos (1.35) incluye la introducción de una nueva zona abierta llamada "Sonoran Desert", estilos adicionales de misiones, incluyendo instancias de 10 personas y misiones Special Ops (operaciones especiales), consumibles y objetos salvados y una revisión de los créditos en el juego y el sistema de tokens (fichas).

## Beta abierta
La Beta Abierta estaba programada para iniciar a las 10 a. m. PST el 7 de enero de 2010, pero se retrasó debido a problemas de red. Algunos jugadores fueron capaces de conectar con el servidor durante los primeros 10 minutos, pero fueron expulsados a continuación, desde el servidor y no pudieron volver a conectar. Los jugadores tratando de entrar en los foros del juego tampoco se pudieron conectar.
La beta abierta se retrasó después hasta las 3 p. m. PST, 7 de enero de 2010. Los problemas de red continuaban causando retrasos hasta después de las 3 p. m. A las 6 p. m. del mismo día, los servidores se pusieron en línea y los jugadores fueron capaces de conectarse. Después de este pequeño retraso que el juego ha estado funcionando con normalidad desde noviembre de 2010.[cita requerida]
El 13 de enero, el Non-disclosure agreement (acuerdo de confidencialidad) para los jugadores de la Beta se levantó, permitiendo a los beta testers compartir información sobre el juego.[cita requerida]

## Recepción
Global Agenda logró un promedio de 70% en Metacritic, con las observaciones que van desde IGN a mencionar que el juego "golpea las notas más altas en muchas áreas. Los gráficos nítidos y de ritmo rápido, el combate de alta intensidad en equipo son sin duda los puntos más fuertes del juego" mientras también señala que para los jugadores es mejor encontrar una Agencia (hermandad) para "adaptarse a su estilo de juego y la personalidad, ya que todo se trata de trabajo en equipo y la gente que con la que jugar", para EuroGamer es “un shooter sin elocuencia o crisis, un MMO sin contenido o personalidad, una combinación experimental de los dos al que le falta ambición”.

## Play4Free
Global Agenda pasó a ser Play4Free (juego gratuito) desde el 14 de abril de 2011, con dos versiones del juego la Gratis y la Élite. El juego gratuito llega con el parche 1.4.
Free-to-Play
```
   * No hay restricción de nivel.
   * Capacidad de ganar todos los objetos del juego sin la necesidad de gastar dinero real.
   * Acceso a todo el contenido jugable del juego, incluyendo:
         o Zona Abierta Sonoran Desert.
         o Special Ops JcE (cooperativo de 1 a 4 personas).
         o 10vs10 Mercenary JcJ.
         o 4vs4 Arena JcJ..
         o Double Agent JcJ/JcE
         o Instancias de 10 personas (incluyendo la misión New Dome Defense disponible en la ver.1.4).
         o Agencia contra Agencia (AvA).
```

Elite Agent - Compra de una sola vez por $19.99 (£13.99 GBP, €15.99 EUR)
```
   * Gana al final de la misión Experiencia doble al de un usuario Free-to-Play.
   * Gana al final de la misión Créditos y Tokens doble al de un usuario Free-Play.
   * Gana al final de la misión Botín Élite una vez ganada una partida de JcE o JcJ.
   * Elige que a tipos de juego JcJ te gustaría jugar cuando te pongas en cola para Mercenary JcJ.
   * Acceso a la Casa de Subastas.
   * Acceso al Correo en el juego.
   * Menos restricciones en el chat.
   * No hay anuncios de voz en el juego.
   * Habilidad para crear Agencias.
   * Mayor prioridad para iniciar sesión.
```